# Kompromis
Kompromis (latinski compromissium, uzajamno obećanje) je način rješenja sukoba koji se temelji na međusobnom dobrovoljnom dogovoru.
Osnova kompromisa je spremnost na odricanje obiju strana u pogledu na neku od suprotnih želja ili interesa. Osim toga (obje strane) moraju biti u duhu ravnoteže i tolerancije. 
Ekstremizam se često smatra antonimom kompromisa. 

## Primjeri
Kompromis se dogovara kada: 
- niti jedna strana nema dovoljno snage da svoje ciljeve dosljedno i potpuno može ishoditi ili provesti
- kada potpuno zadovoljavanje interesa jedne strane ne bi donosilo trajno rješenje
- kada postoji strah da to rješenje u budućnosti ne bi pridonosilo stabilnosti
- ili kada bi rečeno rješenje moglo biti održavano od strane pobjednika samo uz velike troškove.

### Pravo
Tijekom sudskog postupka mogu se zaključiti kompromisi stranaka u sporu. U ovom slučaju kompromis rješava neizvjesnost oko ishoda sukoba gdje potencijalni troškovi poraza mogu biti procijenjeni veći od nedostataka koji proizlaze iz kompromisa. 

### Gospodarstvo
Kolektivni pregovari sindikata i poslodavaca redovito završavaju kompromisom. Plaće se povećavaju obično manje od želje zaposlenih, ali više od prve ponude poslodavca/poslodavaca. 

## Pristupi
Ne moraju uvijek obje strane postavljati zahtjeve za kompromis. Poseban oblik kompromisa je win-win rješenje, u kojem obje stranke sukoba dobivaju što žele.

## Različite jezikoslovne konotacije
Ovisno o kulturi i jezičnoj pozadini, značaj riječi "kompromis" i očekivanje u kompromis mogu biti različite. U Engleskoj, Irskoj i zemljama Commonwealtha, riječ "kompromis" je konotirana kao dobra stvar: sporazum ili kompromis, se smatra kao nešto pozitivno od čega obje strane imaju koristi. U SADu s druge strane, je ovaj pojam rješenje u kojemu obje strane gube ili izlaze kao gubitnici. 